# Marijn van den Berg
Marijn van den Berg (De Meern, 19 juli 1999) is een Nederlands wielrenner die anno 2023 rijdt voor EF Education-EasyPost. Hij is een jongere broer van de in 2025 vanwege hartproblemen gestopte wielrenner Lars van den Berg.

## Carrière
In 2018 reed Van den Berg voor Delta Cycling Rotterdam hij won dat jaar de 6e etappe in Olympia's Tour. In 2019 stapte hij over naar Metec-TKH Continental Cyclingteam p/b Mantel. Namens dit team won hij in 2019 een etappe en het eindklassement van de Carpathian Couriers Race in Polen.
In 2023 won hij de eerste etappe in de Route d'Occitanie, door Elia Viviani en Sandy Dujardin te verslaan in de eindsprint.

## Overwinningen
2018
6e etappe Olympia's Tour
2019
2e etappe Carpathian Couriers Race
Eind-, punten- en jongerenklassement Carpathian Couriers Race
2020
1e etappe Orlen Nations Grand Prix (ploegentijdrit)
2021
GP Adria Mobil
1e etappe Alpes Isère Tour
2023
Trofeo Ses Salines - Alcudia
Puntenklassement Région Pays de la Loire Tour
1e etappe Route d'Occitanie
Puntenklassement Route d'Occitanie
5e etappe Ronde van Polen
2024
4e etappe Ronde van Catalonië
1e en 4e etappe Région Pays de la Loire Tour
Eind- en puntenklassement Région Pays de la Loire Tour
2025
Trofeo Ses Salines
2e etappe Route d'Occitanie

## Resultaten in voornaamste wedstrijden
| Jaar | Ronde van Italië | Ronde van Frankrijk | Ronde van Spanje |
| ---- | ---------------- | ------------------- | ---------------- |
| 2022 |                  |                     |                  |
| 2023 |                  |                     | 126e             |
| 2024 |                  | 109e                |                  |
| 2025 |                  | opgave              |                  |

| Jaar | Milaan-San Remo | Gent-Wevelgem | Ronde van Vlaanderen | Parijs-Roubaix | Amstel Gold Race | Omloop Het Nieuwsblad |
| ---- | --------------- | ------------- | -------------------- | -------------- | ---------------- | --------------------- |
| 2022 |                 | 23e           |                      |                |                  |                       |
| 2023 |                 | 37e           |                      | 72e            |                  |                       |
| 2024 | 59e             |               | 54e                  |                | 11e              |                       |
| 2025 |                 |               | opgave               |                | opgave           | 9e                    |

## Ploegen
- 2018 –  Delta Cycling Rotterdam
- 2019 –  Metec-TKH Continental Cyclingteam p/b Mantel
- 2020 –  Metec-TKH Continental Cyclingteam p/b Mantel
- 2021 –  Equipe continentale Groupama-FDJ
- 2022 –  EF Education-EasyPost
- 2023 –  EF Education-EasyPost
- 2024 –  EF Education-EasyPost
- 2025 –  EF Education-EasyPost

Arroyave Cañas · Bettiol · Bissegger   · Caicedo · Camargo · Carr · Carthy · Cepeda (vanaf 1/8) · Chaves · Cort · Doull · Eiking · Guerreiro · Healy · Howes (tot 31/7) · Keukeleire · Kudus · Langeveld · Morton (tot 31/7) · Nakane · Padun · Piccolo (vanaf 1/8) · Powless · Quinn · Rutsch · Scully · Shaw · Steinhauser · Urán · Valgren · J. van den Berg · M. van den Berg · Wiśniowski
Amador · Bettiol · Bissegger   · Caicedo · Camargo · Carapaz · Carr · Carthy · Cepeda · Chaves · Cort · de Bod · Doull · Eiking · Healy · Honoré · Keukeleire · Kudus · Padun · Piccolo · Powless · Quinn · Rutsch · Scully · Shaw · Steinhauser · Urán · J. van den Berg · M. van den Berg · Wiśniowski · van der Lee (stagiair)
Amador · Beloki · Bettiol(tot 14/8) · Bissegger · Carapaz · Carr · Carthy · Cepeda · Chaves · Costa · de Bod · Doull · Healy · Honoré · Nerurkar · Piccolo(tot 21/6) · Powless · Quinn · Rafferty · Rootkin-Gray · Rutsch · Ryan · Shaw · Steinhauser · Sweeny · Todome · Urán · Valgren · van den Berg · van der Lee · Hlady (stagiair) · Lovidius (stagiair)